# Martin Briggs
Martin Christopher Briggs (ur. 4 stycznia 1964 w Stoke-on-Trent) – brytyjski lekkoatleta specjalizujący się w biegach płotkarskich i sprinterskich, olimpijczyk (1984).
Największy sukces w karierze odniósł w 1983 r. w austriackim mieście Schwechat, zdobywając na mistrzostwach Europy juniorów brązowy medal w biegu na 400 metrów przez płotki (uzyskany czas: 50,22). W 1984 r. uczestniczył w letnich igrzyskach olimpijskich w Los Angeles – w biegu eliminacyjnym na dystansie 400 m ppł zajął 4. miejsce (uzyskany czas: 50,80) i nie awansował do półfinału.
W lekkoatletycznych mistrzostwach Wielkiej Brytanii zdobył 3 medale na dystansie 400 metrów przez płotki: złoty (1984), srebrny (1988) oraz brązowy (1990). W tej samej konkurencji na mistrzostwach Stowarzyszenia AAA (Amateur Athletic Association) zdobył dwa brązowe medale (1987, 1988).
Rekord życiowy w biegu na 400 m ppł – 49,86 (6 czerwca 1984, Londyn).